# Ixora pubifolia
Ixora pubifolia är en måreväxtart som beskrevs av Albert Charles Smith. Ixora pubifolia ingår i släktet Ixora och familjen måreväxter. Inga underarter finns listade i Catalogue of Life.